# Трговина људима у Албанији
Албанија је ратификовала Протокол УН о трговини људима из 2000. у августу 2002.
Албанија је изворна земља за мушкарце, жене и децу који су били изложени трговини људима, посебно принудној проституцији и принудном раду, укључујући и принудно просјачење деце. Албанске жртве су подвргнуте условима присилног рада и сексуалне трговине у Албанији и Италији, Северној Македонији, Косову и западној Европи . Отприлике половина жртава упућених на збрињавање унутар земље 2009. године били су Албанци; то су првенствено биле жене и девојке које су биле подвргнуте условима присилне проституције у хотелима и приватним резиденцијама у Тирани, Драчу, Елбасану и Валони . Деца су првенствено била експлоатисана за просјачење и друге облике принудног рада. Постоје докази да су албански мушкарци били подвргнути условима принудног рада у пољопривредном сектору Грчке и других суседних земаља.
Влада Албаније улаже значајне напоре у борби против трговине људима. Побољшала је свој капацитет за идентификацију, заштиту и реинтеграцију жртава трговине људима. Такође је успешно кривично гонио неке починиоце сексуалне трговине, изричући значајне казне. У марту 2009. године, влада је одобрила амандман на Закон о социјалној помоћи који ће жртвама трговине људима обезбедити иста социјална давања која се дају другим ризичним групама у Албанији и обезбедити владина средства за склоништа. Влада наставља да прати и анализира трендове трговине људима путем базе података широм земље. Владини званичници су повећали пажњу јавности на трговину људима у Албанији. Међутим, постоји озбиљна забринутост око заштите жртава које су сведочиле против трговаца људима. Влада није енергично процесуирала преступнике трговине људима. Због недостатка политичке воље и корупције у неким кључним владиним агенцијама, влада је понекад била мање него енергична у процесуирању трговине људима. Албанија је 2013. увела оштрије казне за трговину људима, али је било врло мало хапшења. У 2013. години само три особе су осуђене за трговину људима, а 2014. године, према подацима америчког Стејт департмента, осуђено је само деветоро. У 2015. години, Национална коалиција склоништа за борбу против трговине људима (НЦАТС) пријавила је 85 случајева трговине људима. Међутим, процењују да је број много већи. Осиромашене девојке и жене које су изманипулисане лажним браковима и лажним могућностима запошљавања су означене као посебно угрожене. У другу групу жртава спадају деца, сиромашна и социјално искључена лица, економски мигранти, избеглице и жртве насиља у породици и других облика злостављања.
Канцеларија америчког Стејт департмента за праћење и борбу против трговине људима ставила је земљу у „Ниво 2“ 2017. Статистика британске Националне агенције за криминал је показала да су у 2017. години већина жртава трговине људима Албанци који су експлоатисани као јефтина радна снага или у секс индустрији.  Земља је остала на нивоу 2 2023.
У 2023. години, Индекс организованог криминала дао је земљи оцену 5 од 10 за трговину људима, примећујући побољшану подршку жртвама.

## Тужилаштво
Албанија својим кривичним законом забрањује сексуалну и радну трговину, који прописује казне од 5 до 15 година затвора. Од пада комунизма у Албанији почетком 1990-их, трговина младим Албанкама се проширила на западну Европу, као и трговина женама из источне Европе ради сексуалног поробљавања.
Ове казне су веће од оних које су прописане за друга тешка кривична дела, као што је силовање. Одељење државне полиције известило је да је 2009. истраживало 35 осумњичених трговаца људима. Влада је 2009. године процесуирала 31 осумњиченог починиоца трговине људима, осудивши њих 11; ово је у супротности са 26 преступника трговине људима осуђеним 2008. и седам 2007. године. Сва кривична гоњења и пресуде укључивале су сексуалну трговину женама или децом. У 2009. години осуђеним починиоцима трговине људима изречене су казне од 5 до 16 година затвора. Према локалним посматрачима, распрострањена корупција на свим нивоима и секторима албанског друштва озбиљно је ометала способност владе да се позабави проблемом трговине људима. Врховни суд је поништио пресуде трговцима људима у два случаја 2009. године. У јануару 2009, влада је известила да је удвостручила број полицијских истражитеља који су истраживали трговину људима. Суд за тешке злочине запленио је и конфисковао 268.115 долара имовине и имовине трговаца људима 2009.
Влада је 2019. удвостручила буџет за Канцеларију националног координатора за борбу против трговине људима (ОНАЦ), али ипак влада не испуњава све минималне стандарде. Пошто је влада истражила мање случајева, 2019. је био најнижи ниво пријављених кривичних гоњења у четири године. Међутим, пошто улаже значајне напоре да испуни минималне стандарде према извештају америчког Стејт департмента о трговини људима из 2020. године, Албанија остаје на нивоу 2.

## Заштита
Влада Албаније је предузела неке кораке да унапреди своје напоре да идентификује и заштити жртве трговине људима. Влада је имплементирала Национални механизам за упућивање и одржала састанке са релевантним заинтересованим странама како би побољшала његово функционисање. Идентификовао је 94 жртве трговине људима 2009. године, у поређењу са 108 у 2008. години. Једно владино склониште помогло је 24 жртве, а невладине организације су помогле 70 током 2009. Влада је 2009. године обезбедила бесплатну стручну обуку за 38 жртава, 11 је обезбедила микрокредите за покретање приватног бизниса и интегрисала пет жртава у школе. У јануару 2010. године одобрила је нацрт закона о пружању социјалне помоћи жртвама трговине људима, чиме се премошћује време од напуштања склоништа до проналаска запослења. Склоништа којима управљају невладине организације и даље се ослањају првенствено на средства међународних донатора како би пружили свеобухватне услуге жртвама трговине људима. Влада финансира и води прихватни центар у коме су смештене и жртве трговине људима и нерегуларни страни мигранти идентификовани на територији Албаније; међутим, слобода кретања жртава је често ограничена у овом високобезбедном центру. Влада не кажњава жртве за незаконите радње почињене у вези са њиховом трговином људима и, према закону, нуди правне алтернативе уклањању страних жртава у земље у којима се могу суочити са тешкоћама или одмаздом.
Влада подстиче жртве да учествују у истрагама и кривичном гоњењу починилаца трговине људима; међутим, жртве често одбијају да сведоче, или мењају своје сведочење као резултат застрашивања или страха од застрашивања од стране трговаца људима. У неким случајевима у 2009. години, полиција није нудила никакву заштиту жртвама трговине људима приликом сведочења против трговаца људима, приморавајући жртве да се за заштиту ослањају искључиво на невладине организације. Године 2009. једна жртва је добила азил у другој земљи због сталних претњи трговца људима њој и њеној породици и забринутости да влада не може да је заштити на адекватан начин. Генерално тужилаштво није тражило заштиту сведока за жртве трговине људима 2009. године.

## Превенција
Влада Албаније је 2010. године удружила се са међународним организацијама и стручњацима као што је др. Гилли МцКензие из Уједињених нација и Интерпола, у циљу спровођења активности на превенцији трговине људима у циљу информисања јавности и рањивих група о трговини људима. Канцеларија националног координатора руководи регионалним радним групама за борбу против трговине људима које се састоје од релевантних заинтересованих страна. Ове радне групе, међутим, наводно не укључују увек актере цивилног друштва и не баве се ефикасно случајевима трговине људима на које им је скренута пажња. Влада финансира националну бесплатну телефонску линију која ради 24 сата дневно за жртве и потенцијалне жртве трговине људима. У новембру 2009. године, влада је усвојила закон за побољшање процеса регистрације новорођених и појединаца у ромској заједници; претходне гломазне процедуре учиниле су нерегистроване Албанце и етничке Роме веома рањивим на трговину људима.